# WTA Challenger de Nanquim
O WTA Challenger de Nanquim – ou Nanjing Ladies Open, na última edição – foi um torneio de tênis profissional feminino, de nível WTA 125K.
Realizado em Nanquim, no leste da China, estreou em 2013 e teve apenas uma edição. Os jogos eram disputados em quadras de duras entre durante os meses de outubro e novembro.

## Finais

### Simples
| Ano  | Campeã      | Vice-campeã  | Resultado |
| ---- | ----------- | ------------ | --------- |
| 2013 | Zhang Shuai | Ayumi Morita | 6–4, ab.  |

### Duplas
| Ano  | Campeãs             | Vice-campeãs                   | Resultado |
| ---- | ------------------- | ------------------------------ | --------- |
| 2013 | Misaki Doi Xu Yifan | Yaroslava Shvedova Zhang Shuai | 6–1, 6–4  |